# Extispicina
Se llama extispicina a la inspección de las entrañas o vísceras de las víctimas. Para ello, era necesario cierto conocimiento de anatomía.
Vitrubio da el siguiente origen a este arte supersticioso: 
los antiguos examinaban el hígado de los animales que pacían en los lugares donde querían acampar o edificar: si después de haber abierto varios, encontraban su hígado dañado, deducían que las aguas y los pastos no eran buenos y abandonaban el proyecto.
Las reglas de este arte quimérico eran muy inciertas. Todos los compiladores aseguran que un hígado doble no presagiaba nada bueno; por lo tanto se dice en el Edipo de Séneca que era una señal funesta para los estados monárquicos.